# 全日本学生囲碁名人戦
全日本学生囲碁名人戦（ぜんにほんがくせいいごめいじんせん）は、囲碁の学生日本一を決める大会。1979年（昭和53年度）から開催。2002年（平成13年度）までで一旦休止し、2008年（平成19年度）から2010年（平成21年度）までインターネットによる対局（決勝のみ体面対局）で開催されていた。
- 主催 サンケイスポーツ、全日本学生囲碁連盟
- 後援 日本棋院
- 特別協賛 (25期-）東洋オンラインジャパン

## 方式
- 1-24期は、北海道、東北、関東、北信越、中部、関西、中国四国、九州の8ブロックの上位2名と、推薦者3名の16名が出場。トーナメント戦で行われ、決勝は三番勝負。
- 25期以降は、前年度成績優秀者、学生ランキング上位者、主催者推薦、インターネット対局による予選（昇降級戦）上位者の計64名が出場。本戦は東洋囲碁のインターネット対局によるトーナメント戦で行われ、決勝三番勝負のみ対面で行われる。
- 決勝戦は毎年1～2月頃に行われ、予選はその前年から開始される。

## 優勝者と挑戦手合
- 1. 1979年 金沢東栄（洛水高校）
- 2. 1980年 金沢盛栄（京都大学）
- 3. 1981年 金沢盛栄（京都大学）
- 4. 1982年 半沢悟（東北大学）
- 5. 1983年 森崎俊充（法政大学）
- 6. 1984年 闇雲博明（大阪教育大学）
- 7. 1985年 金沢東栄（京都教育大学）
- 8. 1986年 金沢東栄（京都教育大学）
- 9. 1987年 岡田孝生（大阪市立大学）
- 10. 1988年 山本淳（宮崎医科大学）
- 11. 1989年 潮海二郎（関西学院大学）
- 12. 1990年 高野英樹（大阪大学）
- 13. 1991年 桧沢仁宏（北海道大学）
- 14. 1992年 高野英樹（大阪大学）
- 15. 1993年 平岡聡（東北大学）
- 16. 1994年 高野英樹（大阪大学）
- 17. 1995年 平岡聡（東北大学）
- 18. 1996年 木下暢暁（京都大学）
- 19. 1997年 多田匠（慶應義塾大学）
- 20. 1998年 多田匠（慶應義塾大学）
- 21. 1999年 多田匠（慶應義塾大学）
- 22. 2000年 田中伸拓（東京大学）
- 23. 2001年 槇尾弘毅（多摩大学）
- 24. 2002年 朴道純（早稲田大学）
- 25. 2008年 太田尚吾（東北大学）
- 26. 2009年 谷口洋平（早稲田大学）
- 27. 2010年 花巻未生（専修大学）